# Театро Каркано
Театро Каркано (итал. Teatro Carcano) — театр в Милане (Италия). Ныне на его сцене ставятся исключительно пьесы и танцевальные представления, на протяжении же большей части XIX века он представлял собой оперный театр, где прошли премьеры нескольких выдающихся опер. Театро Каркано был построен в 1803 году по заказу миланского аристократа и страстного поклонника театрального искусства Джузеппе Каркано и по проекту архитектора Луиджи Каноники. За последующие два столетия он претерпел несколько перестроек и реконструкций, некоторое время в середине XX века функционируя как кинотеатр.

## История

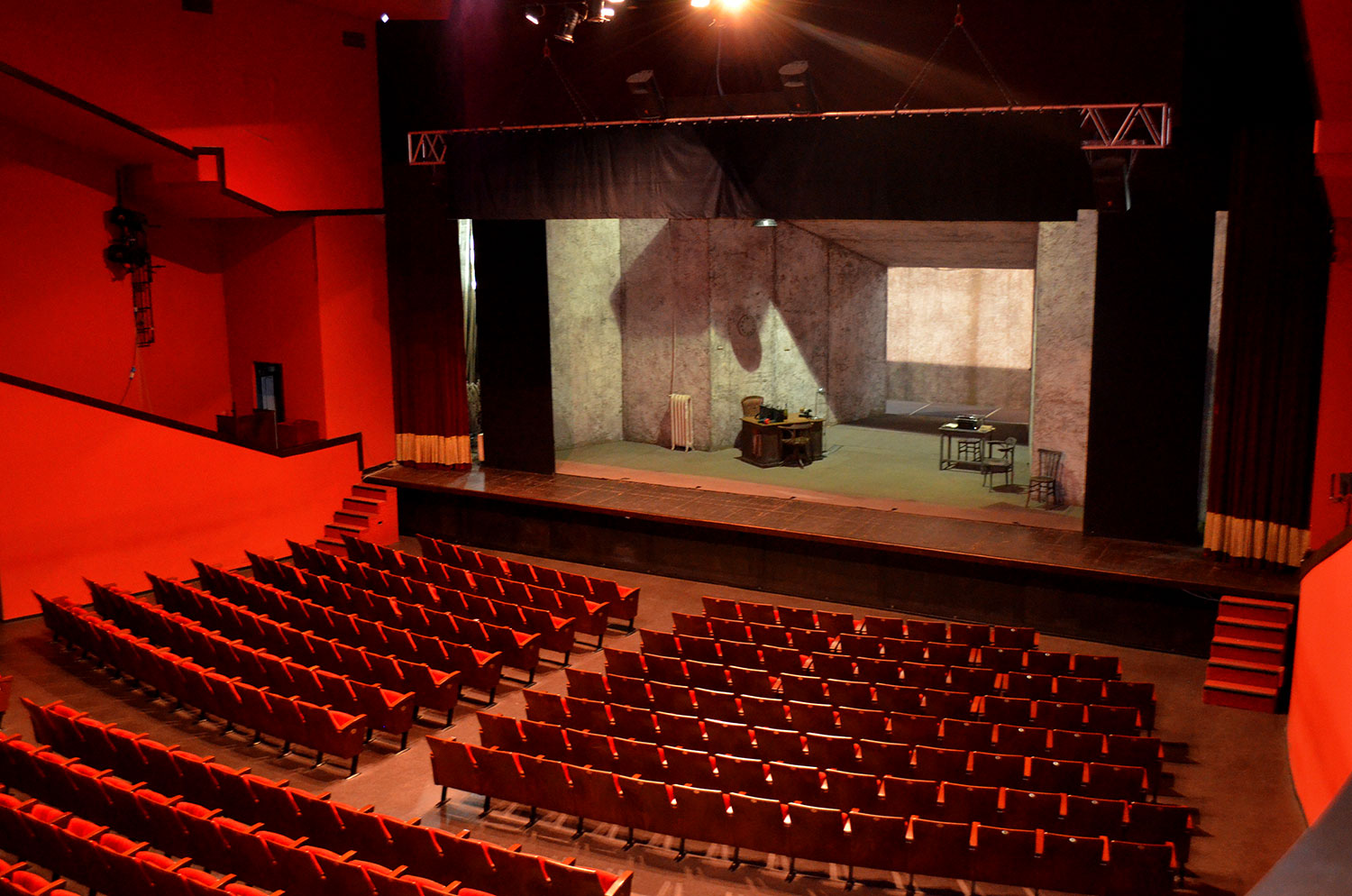
Интерьер театра

Театро Каркано был построен по заказу миланского аристократа и любителя театра Джузеппе Каркано, доверившего его проект молодому архитектору Луиджи Канонике. Планирование нового театра началось в 1801 году, а строительство — в следующем году. 3 сентября 1803 года театр был открыт с мировыми премьерами двух произведений композитора Винченцо Федеричи — оперы «Заира» на либретто Маттиа Буттурини и балета «Альфред Великий» с хореографией Паоло Франки.
Театро Каркано был построен на месте бывшего монастыря Сан-Ладзаро в миланском районе Порта-Романа по образцу двух самых важных общественных театров города — Ла Скалы (появившейся в 1778 году) и Театро алла Каннобиана (построенного в 1779 году). Как и эти театры, он был спроектирован в неоклассическом стиле с подковообразным зрительным залом и четырьмя ярусами лож. Театро Каркано вмещал до 1500 зрителей. Интерьер был богато украшен лепниной и позолотой с фресками и большим потолочным медальоном над зрительным залом. Современники первых постановок в Театро Каркано отмечали не только декор, но и хорошее освещение сцены. У театра был свой собственный ресторан и патиссерия, а в 1806 году появилось и игорное казино.
Театр был модернизирован и частично перестроен в 1872 году миланским архитектором Акилле Сфондрини. Концерты оперной и классической музыки продолжали проводиться на протяжении всего XIX века, хотя всё чаще проводились премьеры опер малоизвестных композиторов. Репертуар театра расширялся, пополнившись прозаическими драмами, оркестровыми концертами и цирковыми представлениями. К 1904 году театр, построенный преимущественно из дерева, был объявлен пожароопасным и закрыт. Он был почти полностью разрушен, а затем перестроен из использованием камня по проекту Надзарено Моретти. Обновлённый театр вновь открылся в 1914 году.

## Репертуар
В Театро Каркано в 1859 году состоялась миланская премьера оперы Верди «Битва ди Леньяно», в 1883 году был дан первый в городе концерт музыки Вагнера (дирижёр Франко Фаччо), а также в 1893 году прошла итальянская премьера оперы Массне «Манон». Актриса Элеонора Дузе впервые предстала перед миланской публикой здесь в мае 1884 года в рамках серии спектаклей, поставленных на сене Театро Каркано труппой Чезаре Росси. Дузе исполнила главные роли в «Федоре», открывшей сезон, и в «Даме с камелиями», закрывшей его.
Среди опер, мировые премьеры которых прошли на сцене Театро Каркано, можно выделить:
- «Заира» композитора Винченцо Федеричи, 3 сентября 1803
- «Анна Болейн» композитора Гаэтано Доницетти , 26 декабря 1830
- «Сомнамбула» композитора Винченцо Беллини, 6 марта 1831
- «Чудесный цветок» композитора Спироса Самараса, 16 мая 1886